# Helmut Ullrich
Helmut Ullrich (* 10. September 1915 in Dortmund; † 1. September 2012 in München) war ein deutscher Maler und Grafiker. Helmut Ullrich zählt neben Max Ernst, Edgar Ende, Richard Oelze und Mac Zimmermann zu den Vertretern des Surrealismus in Deutschland. Seine Werke weisen starke Einflüsse nicht nur von Max Ernst und Salvador Dalí, sondern auch von Klassikern wie Michelangelo und Francisco Goya auf.

## Werdegang
Helmut Ullrich belegte von 1930 bis 1934 ein Studium an der Kunstgewerbeschule in Dortmund bei Professor Walter Herricht und Friedrich Bagdons. 1938 folgten zwei Semester Studium (Akt) an der Kunstakademie in München bei Max Mayrshofer und von 1960 bis 1961 ein Lehrauftrag von der Stadt München als Kunsterzieher (Akt, Figur- und Kopfzeichnen). Von 1957 bis 1970 unternahm er Studienreisen nach Italien, in die Schweiz, nach Österreich, Griechenland, Spanien, Frankreich, Algerien und Marokko.

## Internet-Kunstausstellung Helmut Ullrich
- Ölbilder 1997–1999  – Zeit und Zeitlichkeit lassen Federn/oder die verlorene Zeit Part I[2]
- Ölbilder  – Farbige Zeichnungen und Bleistiftzeichnungen – Fallender Gigant[3]
- Gemälde und farbige und weiße und schwarze Zeichnungen mit Bleistift Teil II[3]
- Farbige Zeichnungen  und Bleistiftzeichnungen Part III –  Das Spiel ist aus/Ende der Nacht – Liegender Halbakt[4]
- Farbzeichnungen mit Bleistift – Lady PoP  – Astronaut auf dem Mond –  Mondkarte[5]
- Ölbilder – Privatbesitz und Privatsammlung[6]
- Ölbilder und farbige Zeichnungen – Sammlung Museen und Privatbesitz[7]

## Ausstellungen

### Einzelausstellungen (Auswahl)
- 1952: Galerie Schöninger, München
- 1957: Carlton-Galerie in New York, USA
- 1963: Galerie Heseler, München
- 1965: Kunstkabinett, Ingolstadt
- 1967: Kunstschau, Böttcherstraße, Bremen
- 1970: Kunstverein Freiburg i. Br.
- 1975: Edition Heseler, München

### Gruppenausstellungen (Auswahl)
- 1947: Bild und Buch Stuttgart
- 1947: Große Kunstausstellung Essen
- 1955: Große Kunstausstellung im Haus der Kunst. München
- 1958: Aufbruch zur modernen Kunst, München
- 1959: Galerie „Modern ART“ Miami (Florida. USA)
- 1960: Ausstellung Städtische Galerie. München Helena-Rubinstein-Preis
- 1964: Museum Siegburg
- 1965: Flucht und Grenze in der bildenden Kunst seit 1945, Kunstverein München
- 1965: Jahresausstellung westfälischer Künstler, Kunstverein Münster
- 1965: Internationale Surrealisten-Ausstellung städt. Kunstsammlungen, Lindau a. Bodensee
- 1967: Westfälische Künstler. Landesmuseum Münster
- 1967: Ars Phantastica. Deutsche Kunst des Surrealismus seit 1945 Albrecht-Dürer-Ges., Nürnberg
- 1968–69: 10 Deutsche Künstler der phantastischen Kunst in der Neuen Pinakothek (Haus der Kunst. Westflügel)
- 1968: Pavillon Alter botanischer Garten München
- 1969: Phantastische Malerei Galerie Gurlitt, München